# 동화 2분의 1
《동화 2분의 1》(童话二分之一)은 2012년 방송되었던 중국의 드라마이다.

## 소개
- 쌍둥이 자매의 경쟁과 사랑을 그린 이야기

## 등장 인물
- 장쥔닝 - 자오쉬엔 역
- 이준혁 - 두어풍 역
- 주재효 (朱梓骁) - 징웨이 역
- 류미함 (Mika) - 징치 역
- 우마 - 자오화이광 역
- 시대생 (施大生) - 징칭위 역
- 장지동 (张志彤) - 라오라오 역
- 천샤리 - 탕바오친 역
- 고보보 (高宝宝) - 쑨푸메이 역
- 허중 - 샤오후즈 역
- 정솽 - 안치얼 역
- 장한 - 리쉬 역

## 참고 사항
- 극중 두어풍 역을 맡은 이준혁은 《적도의 남자》가 종영한지 5개월 만에 출연하는 작품이기도 하다